# 埃及邮政
埃及邮政（阿拉伯語：بريد المصري）是埃及提供邮政服务的国有机构。始于1865年，是埃及政府部门历史最悠久的机构。

## 历史沿革

### 托勒密王朝和罗马时代
托勒密人建立了精确的邮政系统，包含以下服务：
- 快递。邮政服务人员使用快马为国王，大臣和各地方长官运输邮件。
- 普通邮件，在埃及国内为一般职员提供邮件运输服务。

罗马人继承了托勒密人建立的邮政系统，但是没有太多和发展和改进一直到阿拉伯人征服埃及。

### 伊斯兰时代
随着埃及被阿拉伯人征服，阿拉伯人使用邮政系统在哈里发和各地方长官之间传递消息，同时邮政系统也起到秘密情报系统的作用。

### 近现代
现代的埃及邮政服务始于埃及的亚历山大，最初由意大利人Carlo Miratti建立了邮局接受和发送国内外邮件。
1865年，1月2日。私营的Europea Posta被移交给埃及政府。

### 现代
1913年，通过一项法令确定了邮政服务的费用。同时，邮政管理机构由亚历山大迁往开罗。

## 提供服务
- 政府服务
- 社区服务
- 公共服务
- 通信服务
- 快递服务
- 包裹服务
- 尼罗河快递业务
- 金融服务

## 出版刊物
- 『بريد المصري』（埃及邮政）杂志

## 外部連結
- 官方網站 （页面存档备份，存于）
- FACEBOOK：https://www.facebook.com/EgyptPost?sk=wall （页面存档备份，存于）